# توكل أباد (غرمسار كرمان)
توكل أباد (بالإنجليزية: Tavakkolabad, Jebalbarez-e Jonubi)‏ هي منطقة سكنية تقع في إيران في قسم مردهك الریفي. يقدر عدد سكانها بـ 13 نسمة .